# 昂德雷·瓦內克
昂德雷·瓦內克（1990年9月25日—）是一位捷克足球運動員。在場上的位置是中場。他現在效力於捷克足球甲級聯賽球隊皮爾森勝利足球俱樂部。他也代表捷克國家足球隊參賽。